# Алирокумаб
Алирокумаб — лекарственный препарат, моноклональное антитело для лечения гиперлипидемии. Одобрен для применения: ЕС, США (2015).

## Механизм действия
ингибирует PCSK9

## Показания
- снижение риска инфаркта миокарда, инсульта у пациентов с сердечно-сосудистыми заболеваниями
- Первичная гиперлипидемия (включая гомозиготную семейную гиперхолестеринемию)[2].
- дополнительная терапия гомозиготной семейной гиперхолестеринемии

## Противопоказания
- Гиперчувствительность

## Побочные эффекты
Побочные эффекты, которые произошли в более чем 2% случаев при приеме препарата во время клинических испытаний включали раздражение носа и горла, появление синяков, симптомов гриппа, диарею, бронхит и кашель, а также боль в мышцах, болезненность и спазмы.
Нет никаких доступных данных об использовании алирокумаба у беременных женщин для оценки рисков для плода. Также нет данных об использовании препарата у детей.

## Способ применения
подкожная инъекция.